# فرانك غروفر
فرانك غروفر (بالإنجليزية: Frank Grover)‏ هو سياسي نيوزلندي، ولد في 1940. حزبياً، نشط في الحزب الوطني في نيوزيلندا. وقد انتخب عضو مجلس النواب النيوزيلندي.